# Stolpersteine in Kroatien
Die Liste Stolpersteine in Kroatien führt Informationen zu in Kroatien verlegten Stolpersteinen auf. Die vom deutschen Künstler Gunter Demnig verlegten Stolpersteine erinnern an das Schicksal der Menschen, die von den Nationalsozialisten ermordet, deportiert, vertrieben oder in den Suizid getrieben wurden. Die Stolpersteine werden vom Künstler zumeist selbst verlegt. Im Regelfall liegen die Stolpersteine vor dem letzten selbstgewählten Wohnort des Opfers. Stolpersteine werden auf Kroatisch Kamen spoticanja genannt.

## Verlegte Stolpersteine
| Ort        | Gespanschaft          | Erstverlegung | Anzahl Stolpersteine | letzte Verlegung | Fotos | Liste |
| ---------- | --------------------- | ------------- | -------------------- | ---------------- | ----- | ----- |
| Čakovec    | Međimurje             | 1. Sep. 2021  | 19                   | 9. Sep. 2021     |       |       |
| Karlovac   | Karlovac              | 12. Apr. 2024 | 3                    | 12. April 2024   |       |       |
| Koprivnica | Koprivnica-Križevci   | 23. Juli 2023 | 1                    | 23. Juli 2023    |       |       |
| Križevci   | Koprivnica-Križevci   | 22. Jan. 2022 | 1                    | 22. Jan. 2022    |       |       |
| Prelog     | Međimurje             | 1. Sep. 2021  | 9                    | 9. Sep. 2021     |       |       |
| Rijeka     | Primorje-Gorski kotar | 21. Mai 2013  | 15                   | 28. März 2019    |       |       |
| Zagreb     | Zagreb                | 1. Okt. 2020  | 20                   | 5. Nov. 2021     |       |       |